# Polla-Birifor
Pour les articles homonymes, voir Polla et Birifor.
Ne doit pas être confondu avec Polla-Kampti.
Polla-Birifor est une localité située dans le département de Périgban de la province du Poni dans la région Sud-Ouest au Burkina Faso.

## Santé et éducation
Le centre de soins le plus proche de Polla-Birifor est le centre de santé et de promotion sociale (CSPS) de Périgban tandis que le centre hospitalier régional (CHR) de la province se trouve à Gaoua.